# Short Empire
El Short Empire fue un hidrocanoa monoplano de cuatro motores y alcance medio, diseñado y desarrollado por Short Brothers durante los años 30 del siglo XX, para cubrir los requerimientos del creciente sector de aerolíneas comerciales, con particular énfasis en su utilidad en las principales rutas que servía el Reino Unido. Fue desarrollado y fabricado en paralelo con el bombardero de patrulla marítima Short Sunderland, que iba a entrar de servicio en la Segunda Guerra Mundial; otro derivado que fue más tarde desarrollado fue el Short Mayo Composite.
El desarrollo del Short Empire había sido muy influenciado por su cliente principal, Imperial Airways, que había desarrollado inicialmente los requerimientos por los que había sido encargado y diseñado. Imperial Airways, y su sucesor, la British Overseas Airways Corporation (BOAC), junto con Qantas y TEAL, operaron el modelo en uso comercial. Una vez que entró en servicio, el Empire voló rutinariamente entre el Reino Unido y Australia y las colonias británicas en África y Asia, llevando típicamente una combinación de cargas de pasajeros y correo; los Empire también fueron usados en otras rutas, como el servicio entre Bermudas y la ciudad de Nueva York.
El Empire también entró en servicio militar durante la Segunda Guerra Mundial. La Real Fuerza Aérea (RAF), la Real Fuerza Aérea Australiana (RAAF), la Real Fuerza Aérea de Nueva Zelanda (RNZAF) y, brevemente, la Real Fuerza Aérea Canadiense (RCAF) usaron el modelo en tareas de patrulla antisubmarina y transporte general.

## Desarrollo

### Orígenes
Durante los años 30, la demanda global de transporte aéreo creció consistente y rápidamente. Por ello, deseosa de aumentar su participación en este mercado emergente, la aerolínea británica Imperial Airways buscó las últimas tecnologías para conseguirlo. En particular, el consejero técnico de Imperial Airways, el Comandante Robert Hobart Mayo, desarrolló una especificación de un nuevo modelo de avión que cubriera ambos requerimientos de pasajeros y de carga en todo el mundo. La especificación buscaba un avión que fuera capaz de llevar hasta 24 pasajeros en amplio confort, junto con el espacio adecuado para correo o carga, al tiempo que era capaz de alcanzar una velocidad de crucero de 270 km/h y un alcance de al menos 1100 km; también fue estipulada la capacidad de un alcance extendido de 3200 km para cubrir la ruta del Atlántico Norte. Según el autor sobre aviación Geoffrey Norris, en ese momento se consideraba imposible construir un avión terrestre de tal tamaño y peso que todavía poseyera prestaciones aceptables de aterrizaje/despegue, por lo que se determinó que debía requerirse un hidrocanoa.
Desde el inicio, era evidente que Short Brothers, que había desarrollado y producido previamente varios grandes hidrocanoas para Imperial Airways y para la Real Fuerza Aérea (RAF) que se habían probado como diseños acertados en términos de prestaciones y seguridad, sería un favorito para cubrir el requerimiento. Sin embargo, Shorts dudaba en construir tal avión, debido a los necesarios avances relacionados, directamente desde el tablero de dibujo  y sin la producción de un prototipo precedente, y por ello solicitó que se le diera tiempo para construir el mismo; esto fue rechazado por Imperial Airways, declarando que tal retraso no era permisible. En 1935, Imperial Airways anunció el encargo de 28 hidrocanoas del modelo todavía no diseñado, pesando 18 toneladas cada uno; se informó que el encargo era "uno de los experimentos en aviación más audaces del mundo", mientras que los escépticos se referían a la decisión menos favorablemente, como un "apuesta".
Un equipo de diseño liderado por Arthur Gouge estableció el diseño de lo que se convertiría en el Empire. Se determinó rápidamente que, para obtener el suficiente espacio entre las puntas de las hélices y el agua, el ala necesitaría estar montada en una posición alta; inicialmente iba a estar alojada en una joroba por encima del fuselaje para obtener la altura necesaria, pero en su lugar se aumentó la anchura del fuselaje, proporcionando más espacio interior del requerido, pero permitiendo una integración más ligera y robusta del ala en voladizo con el mismo. La propia convención de Shorts de cascos con fondo de planeo anchos fue rechazada debido a que el peso de 18 toneladas generaría una resistencia excesiva con esa configuración; tras una serie de experimentos en tanque de agua, se consideró adecuado un nuevo tipo de fondo de planeo de manga reducida. El diseño básico aerodinámico estaba derivado del más pequeño hidroavión de flotadores Short Scion Senior, que sirvió en todo, excepto el nombre, como un prototipo a media escala para el Empire y para su hermano, el Short Sunderland de orientación militar.
En el momento del desarrollo, la industria aeronáutica británica nunca había afrontado la construcción de un aeroplano de ese tamaño y complejidad; por ello se idearon muchas técnicas nuevas para superar los problemas encontrados, particularmente durante su proceso constructivo. Shorts tuvo que desarrollar su propia maquinaria para producir los necesarios tramos de aleación de hiduminium con forma de "T" que formaban el larguero principal. Se empleó en el Empire una disposición especializada y patentada de los flaps, conocida como flaps Gauge por su creador, que aumentaba el área alar con un pequeño incremento de la resistencia y sin interrumpir abruptamente el flujo sobre la parte superior del perfil alar; cuando actuaba, el coeficiente de sustentación del ala se incrementaba en un 30 %, reduciendo la velocidad de aterrizaje en un 12 %, sin emplear compensadores para ajustarla.

### Producción inicial

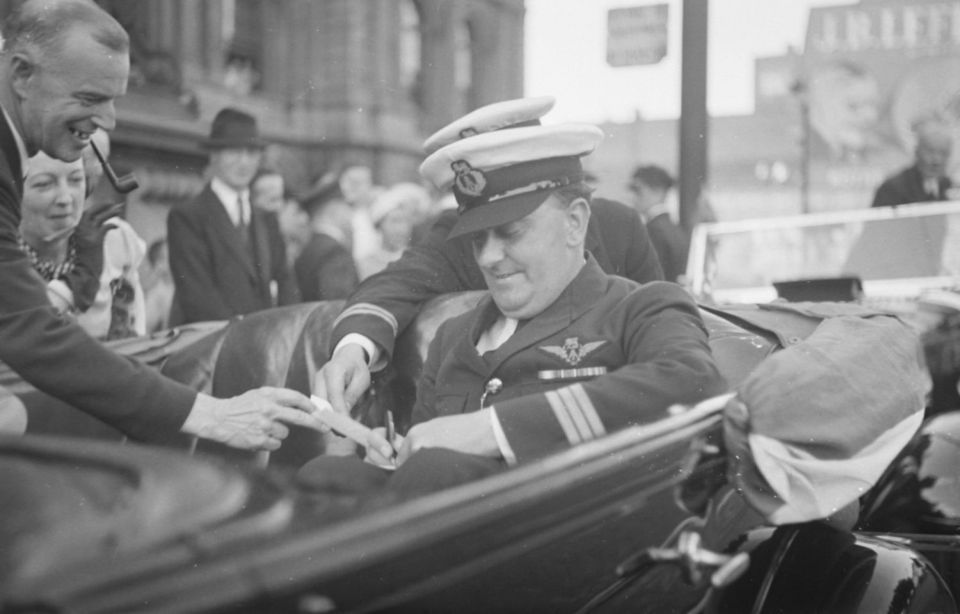
El capitán Arthur Wilcockson, que estuvo a cargo del notable vuelo del hidrocanoa Caledonia desde Irlanda a Canadá, firma un autógrafo, 8 de julio de 1937.

El 4 de julio de 1936, el primero de los hidrocanoas en construirse, el G-ADHL, bautizado 'Canopus', realizó su primer vuelo, volado por el piloto de pruebas jefe de Shorts, John Lankester Parker. Los primeros vuelos del modelo discurrieron sin problemas, declarando Parker su satisfacción con las prestaciones del avión; la nueva forma del fondo de planeo usada probó rápidamente su valía. El 17 de septiembre se realizó el primer vuelo del G-ADHL en nombre de Imperial Airways, volado por el Comandante H G Brackley, inspector aéreo de la aerolínea; el vuelo final de entrega y de pruebas, hasta Marsella, Francia, tuvo lugar el 22 de octubre del mismo año. La primera serie del Empire, el S.23, podía llevar 5 tripulantes, 17 pasajeros y 2035 kg de carga a una velocidad máxima de 320 km/h, y estaba propulsado por cuatro motores radiales Bristol Pegasus Xc de 690 kW (920 hp).
El segundo Empire y el primero de los ejemplares de largo alcance producido, el G-ADHM, bautizado 'Caledonia', realizó su primer vuelo el 15 de septiembre de 1936 y fue entregado a Imperial Airways el 4 de diciembre del mismo año. De septiembre de 1936 en adelante, el Empire fue producido con una cadencia de un aparato al mes; típicamente, la entrega de cada avión se realizaba sólo unos pocos días después de haber volado por primera vez, el intercambio ocurría a veces inmediatamente después del primer vuelo. El Empire fue conocido oficialmente como C-class (clase C) por Imperial Airways y cada avión operado por la misma fue bautizado con un nombre que empezaba por la C.
El 26 de febrero de 1938, los últimos tres Empire del encargo inicial de Imperial Airways ('Coorong', 'Coogee' y 'Corio') fueron desviados y entregados en su lugar a la anglo australiana Qantas Empire Airways. A finales de 1937, gracias a la satisfacción de Imperial Airways con su experiencia operacional con el modelo del lote inicial, realizó un encargo por otros 11 hidrocanoas Empire; combinado con el encargo inicial de 28 ejemplares, tiene la distinción de ser el mayor encargo único realizado para un avión civil británico de la época. Aunque los tres primeros aviones del encargo adicional eran de la clase S.23 típica, destinado a Qantas Empire Airways, el resto fue construido con un diseño diferente, designado como S.30. Se construyó un total de 42 Empire, todos en la factoría de Short en Rochester.

### Desarrollos posteriores
La serie S.30 fue equipada con cuatro motores de válvulas de camisa Bristol Perseus XIIc en lugar de los Pegasus; los Perseus eran más eficientes, pero proporcionaban una menor potencia de 660 kW (890 hp), aunque el descenso del empuje desarrollado era compensado eficazmente a través de la adopción de góndolas de menor diámetro, con el resultado de una reducción sustancial de la resistencia. También poseían una estructura reforzada y usaban láminas de mayor espesor en el fuselaje y las alas; aunque estos cambios permitían que el peso al despegue se incrementara hasta los 21 000 kg con un alcance correspondiente de 2400 km, los S.30 tenían en general las mismas prestaciones que los hidrocanoas S.23 precedentes.
El primero de los hidrocanoas S.30 en ser dispuesto y completado fue el G-AFCT, bautizado 'Champion'. En diciembre de 1938, el segundo avión S.30, G-AFCU y bautizado 'Cabot', se convirtió en el primer avión de la serie en realizar el primer despegue exitoso. Los últimos tres aviones de este encargo ('Captain Cook', 'Clare' y 'Aotearoa') fueron rebautizados y registrados nuevamente para ser usados por TEAL. En 1939, el hidrocanoa S.30 final, el G-AFKZ, fue encargado y entregado a Imperial Airways a finales de marzo de 1940.
A un total de cuatro hidrocanoas de la serie S.30 (Cabot, Caribou, Clyde y Connemara) se les instalaron equipos de reabastecimiento en vuelo y depósitos de combustible extra para que pudieran ser usados para proporcionar un servicio regular de correo aéreo transatlántico. El concepto era que el avión despegara con poco peso y, una vez en el aire, repostara combustible extra hasta alcanzar a los 24 000 kg de peso, lo que le daba al avión un alcance de más de 4000 km. El combustible extra reducía la carga útil a 1940 kg, en lugar de los 2830 kg del avión estándar. El reabastecimiento era realizado por tres bombarderos convertidos Handley Page Harrow, uno operando desde Irlanda y dos desde Terranova.
En 1939, Imperial Airways realizó un encargo de continuación de un modelo modificado del S.30, designado como S.33. Esta serie tenía la misma construcción básica que sus inmediatos predecesores, adoptándose el nuevo motor Pegasus XI, un desarrollo de la planta motriz usada por la serie S.23 original. De estos tres aviones finales, sólo dos ('Clifton' y 'Cleopatra') serían completados y entregados a la recién formada British Overseas Airways Corporation (BOAC).
Un desarrollo sustancialmente más grande del hidrocanoa Empire, de hecho un nuevo avión, fue el S.26, designado como G class (clase G). Estos aviones tenían una apariencia similar a la del Empire estándar, pero eran alrededor de un 15 % más grandes en todas sus dimensiones, además de diferir en el uso de los más potentes motores radiales Bristol Hercules y de haber adoptado un diseño de casco mejorado, presentando una envergadura de 41 m y una longitud de 31 m. Estaba destinado a ser usado en servicios anuales en la ruta del Atlántico Norte. Sólo se construyó una pequeña cantidad, y fueron rápidamente requisados durante la Segunda Guerra Mundial.

## Diseño

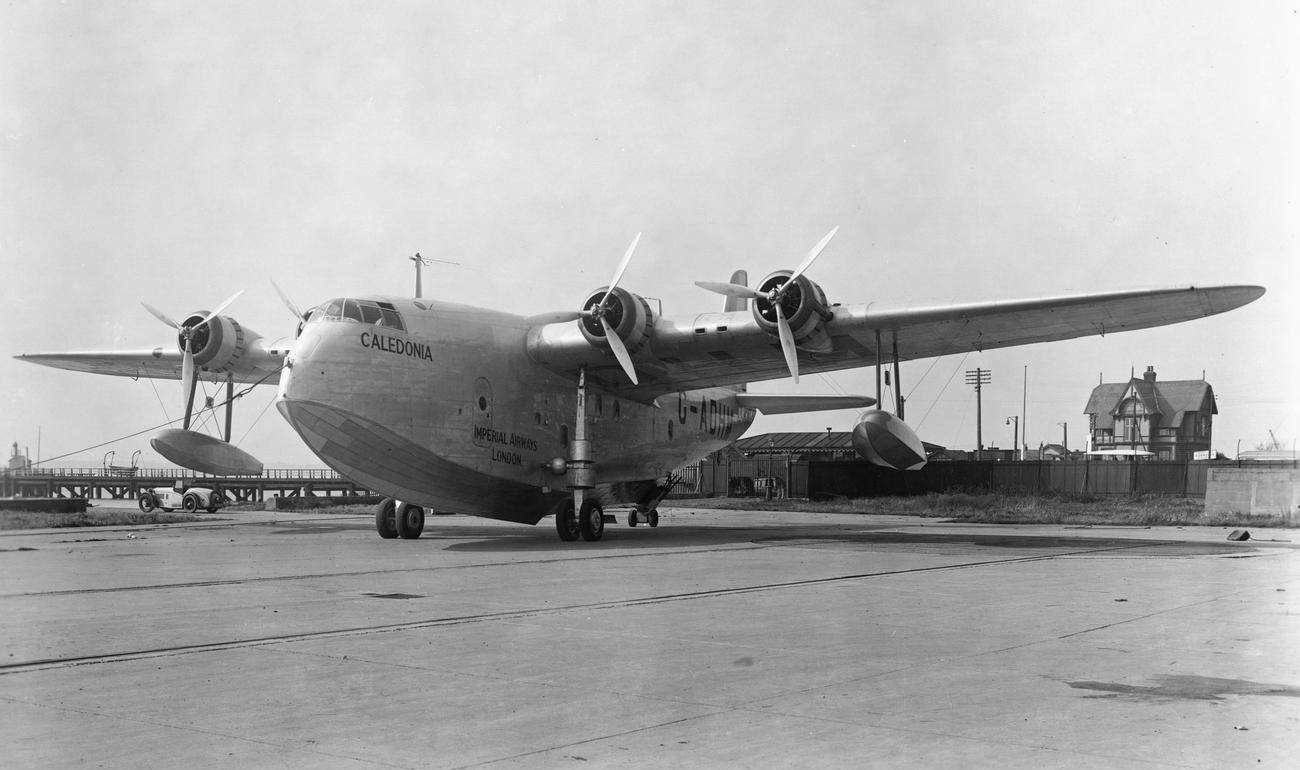
Short S.23 Empire G-ADHM, bautizado 'Caledonia', sobre su equipo de playa en Felixstowe, Suffolk, Reino Unido, septiembre de 1936.

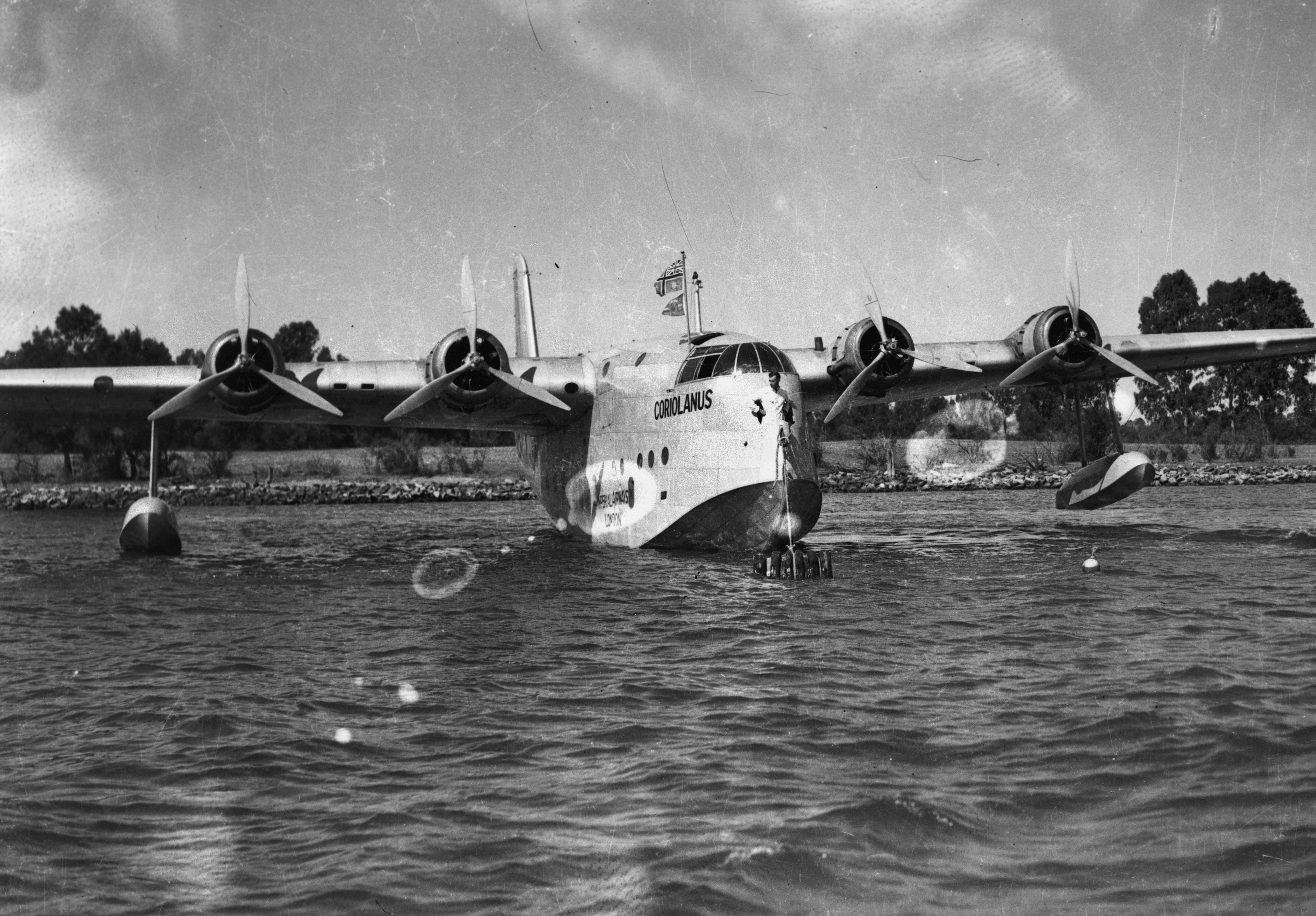
S.23 Empire G-AETV, bautizado 'Coriolanus', atracado en Pinkenba en el Río Brisbane, 1939.

El hidrocanoa Short Empire era un monoplano de ala alta de aspecto relativamente limpio, propulsado inicialmente por cuatro motores radiales Bristol Pegasus Xc montados en las alas, que movían hélices de paso variable fabricadas por de Havilland. Cada motor estaba encerrado dentro de capotas NACA y montado por delante del borde de ataque de las alas. Esto permitía que porciones del mismo junto a los motores pudieran pivotar hacia delante y ser usados como plataformas desde las que mantener los motores.
Los motores Pegasus Xc podían producir unitariamente 680 kW (910 hp) al despegue, descendiendo a 550 kW (740 hp) a un altitud de 3500 pies. Se instalaron motores alternativos en varios ejemplares del avión, con mayor o menor potencia, dependiendo de la tarea y propósito del mismo. Los aviones de producción inicial fueron diseñados para un peso cargado de 18 400 kg; sin embargo, en 1939, muchos aviones habían sido reforzados para soportar un peso cargado de 24 000 kg. En general, su carga útil incluía 2700 l de combustible (que pesaban 2070 kg), 200 l de aceite, equipo de a bordo surtido (que pesaba 1510 kg), junto con la carga misma y un aditamento de cinco tripulantes (3700 kg). La serie S.23 alcanzaba una velocidad máxima de 320 km/h a una altitud de 1700 m (5500 pies), junto con una velocidad de crucero de 266 km/h y una velocidad de vuelo mínima de 117 km/h.
Las alas poseían un recubrimiento de Alclad con remaches al ras y presentaba alerones de tipo Frise y flaps tipo Gouge de desarrollo propio, estos últimos actuados por un motor eléctrico conectado mediante un sistema de engranajes y gatos mecánicos, permitiendo que los flaps se bajaran en 60 segundos y se subieran en 90 segundos. Se acomodaron grandes depósitos de combustible cilíndricos de 325 galones dentro de las alas, colocados entre los motores interiores y exteriores, y se instalaron de forma estándar; en las versiones de largo alcance del avión existían depósitos de combustible extra en las alas, hasta un total de tres, conteniendo 280, 325 y 175 galones en cada ala. Elementos del borde de ataque del ala, a cada lado de las góndolas motoras, podían pivotar hacia abajo para actuar como plataformas de servicio para los motores y los flotadores, llevándose estos últimos en soportes en tándem fijados al larguero principal y que presentaban amortiguadores ideados para eliminar cargas torsionales indebidas transmitidas a las alas por impactos repentinos de las olas mientras se desplazaba con velocidad.
El casco, que había adoptado una forma radicalmente nueva, empleaba principalmente los métodos de construcción tradicional de Shorts. La estructura usaba una combinación de larguerillos en Z y vigas en I para formar secciones triangulares que discurrían a lo largo de los ángulos localizados en el punto donde los laterales del fuselaje se unían con la zona inferior de planeo. Como medida para simplificar la fabricación y aumentar el volumen interno disponible, sólo se empleó una curvatura simple que doblaba los lados del fuselaje sobre los ángulos; en los hidrocanoas previos de Short se había empleado en su lugar una curvatura en S más compleja con una repentina reducción en el bao justo por encima de los ángulos.
El ancho casco de 5,2 m acomodaba un total de dos cubiertas, la superior formando un alargado compartimento dividido en secciones para acomodar 1400 kg de carga y correo, junto con un espacio de almacenaje y una oficina del funcionario de la nave. Esta oficina contenía controles como cajas de fusibles e interruptores, controles de ventilación y llaves de purga. La cubierta inferior contenía un gran compartimento marítimo que contenía un ancla, un par de anclas de capa, un bolardo de amarre y un gancho, junto con una escalera plegable hasta la cabina; por detrás del compartimento de amarre estaba el salón de pasajeros delantero, seguido por un pasillo central flanqueado por los aseos y la cocina, una cabina media, una espaciosa cabina de paseo y finalmente la cabina trasera. Las cabinas podían ser equipadas alternativamente con cómodos asientos o con literas para los servicios de camarote. Cerca de la parte trasera de la nave existía otro compartimento para carga y correo, que se extendía dentro del fuselaje trasero.
La tripulación de vuelo estaba sentada en una espaciosa cabina, también llamada puente; el capitán y el copiloto se sentaban lado a lado, mientras que el operador de radio se sentaba detrás del capitán, mirando hacia atrás. La cubierta de vuelo estaba relativamente bien equipada para la época, incluyendo características como un piloto automático; la instrumentación de vuelo incluía un indicador de alabeo construido por Hughes, brújula y varioaltímetro, un horizonte artificial e indicador de rumbo de la Sperry Corporation, un altímetro de Kollsman, un radiogoniómetro de Marconi, un cronómetro de Smiths y un indicador de actitud. El operador de radio recibió aparatos de radio a prueba de choques para recibir y transmitir a través de las bandas de frecuencia; la antena circular retráctil podía colocarse en otro lugar para realizar búsquedas visuales o auditivas.
Aunque diseñado como avión civil, varios ejemplares del modelo no sólo entraron en servicio militar, sino que fueron reequipados específicamente para este propósito. En 1941, dos hidrocanoas Empire ('Clio' y 'Cordelia') volvieron a las instalaciones de Shorts en Belfast, donde fueron modificados con la adición de torretas artilladas en posiciones dorsal y trasera, y se instaló equipo de radar Air to Surface Vessel (ASV, receptor aire-superficie) en la parte superior y en los laterales del fuselaje. Fueron usados por el Mando Costero. El diseño hermano del Empire, el Short Sunderland, tuvo un uso militar más extenso.

## Historia operacional

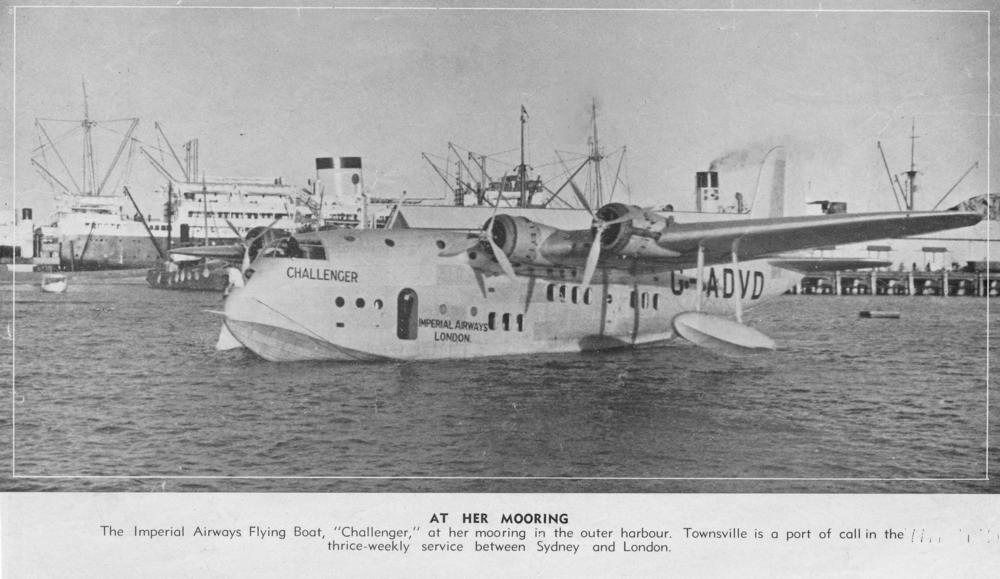
Hidrocanoa Empire, G-ADVD, bautizado 'Challenger', en su amarre en la Bahía de Townsville, Queensland, diciembre de 1938.

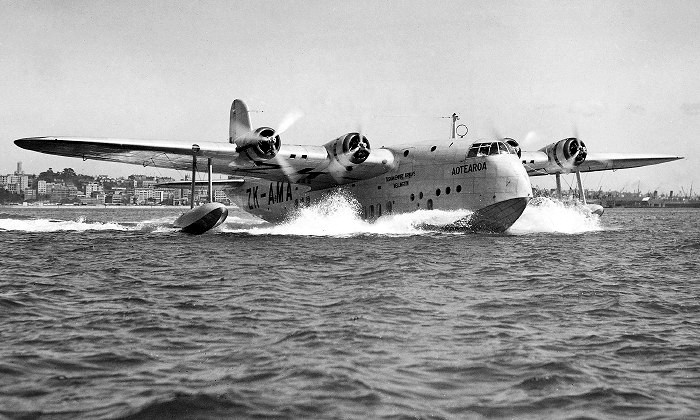
El primer avión de TEAL, ZK-AMA, bautizado 'Aotearoa', en Auckland, Nueva Zelanda.

El 8 de febrero de 1937, uno de los hidrocanoas Empire, el Castor, realizó el primer vuelo regular, volando desde Calshot, Hampshire, Inglaterra, hasta Alejandría, Egipto. Este vuelo, que cubrió una distancia de aproximadamente 3700 km sin paradas, demostró que el Reino Unido podía trasladar por aire equipo militar a sus posesiones de ultramar. El 18 de febrero del mismo año, el Caledonia, el primero de los Empire construidos, voló la misma ruta Calshot-Alejandría; fue capaz de cruzar la misma sin paradas a una velocidad media de 273 km/h.
El 5 de julio se realizó el primer cruce del Atlántico por un hidrocanoa Empire. Como base experimental, el Caledonia, pilotado por el capitán W N Cummings, voló una ruta de 3207 km desde Foynes en la parte oeste del río Shannon, hasta  Botwood, Terranova y Labrador. El mismo día, un hidrocanoa estadounidense Sikorsky S-42 voló en dirección contraria. El Caledonia tardó unas 15 horas (incluyendo el periodo pasado buscando un lugar de aterrizaje), volando a una altitud de 460 a 1520 m, para cubrir 3207 km (con una velocidad media de alrededor de 210 km/h). En su vuelo de vuelta, realizado el 22 de julio, el Caledonia voló la misma ruta en la dirección opuesta en 12 horas; en comparación con el Sikorsky S-42 competidor, el Empire era capaz de cruzar la ruta generalmente de forma más rápida.
El Caledonia y el Cambria realizaron varios vuelos más de investigación sobre el Atlántico. En agosto de 1937, el Cambria realizó el vuelo este-oeste en 14 h 24 min. El mismo año, el Cavalier fue enviado por barco a las Bermudas y, tras ser reensamblado, comenzó un servicio entre las mismas y la ciudad de Nueva York el 25 de mayo.
El Short Empire fue diseñado para operar en las rutas de Imperial Airways hasta Sudáfrica y Australia, donde ningún tramo era muy superior a los 800 km. Después de que el diseño del Empire hubiera sido acabado y se hubiera comenzado la producción, se reconoció que, con algo de presión de los Estados Unidos, sería deseable ofrecer un servicio similar a través del Atlántico. El alcance del S.23 era menor al del homólogo equivalente de construcción estadounidense en forma del Sikorsky S-42, y por ello no podían proporcionar un auténtico servicio transatlántico. Dos ejemplares (el Caledonia y el Cambria) fueron aligerados y equipados con depósitos de largo alcance; ambos aviones fueron usados en pruebas experimentales de reabastecimiento en vuelo para que pudieran realizar la travesía; estas modificaciones se realizaron al coste de transportar menos pasajeros y carga.
En un intento de conseguir el cruce del Atlántico, se probó un enfoque "a cuestas" alternativo. Este concepto había sido muy defendido por el asesor técnico de Imperial Airways, el comandante Robert Hobart Mayo, como un medio para aumentar significativamente tanto el alcance como la carga útil, y había sido bien recibido tanto por la aerolínea como por el Ministerio del Aire británico, que realizó un encargo a Shorts. Usando el diseño S.21 (basado en el S.23) como avión portador, un pequeño hidroavión de flotadores de cuatro motores, el Short S.20, estaba montado en su espalda; la diferencia más obvia entre el S.21 y los aviones S.23 regulares era la estructura adicional ideada para transportar al hidroavión de flotadores. Sólo se construyeron un ejemplar del avión portador S.21, bautizado Maia, y del S.20, bautizado Mercury. Juntos, fueron conocidos como Short Mayo Composite.
El 21 de julio de 1938 se ejecutó un lanzamiento aéreo del Mercury en la costa oeste de Irlanda con una carga de 272 kg de tipo mixto y correo; llegó a Montreal, Canadá, 4600 km y 22 h 22 min más tarde, alcanzando una velocidad media de 227 km/h. En vuelos posteriores, la combinación Empire-Mercury estableció una serie de plusmarcas de larga distancia; uno de ellos fue realizado el 6 de octubre del mismo año, volando desde Dundee, Escocia, hasta el río Orange, Sudáfrica, cubriendo 9728 km en 42 h 5 min. Sin embargo, a pesar de los méritos demostrados y la factibilidad del concepto, el estallido de la Segunda Guerra Mundial resultó en la terminación efectiva de todo trabajo de desarrollo. En la época de guerra, hubo un interés en el concepto, usando aviones terrestres alternativos para trasportar cazas Hawker Hurricane de protección aérea sobre el Atlántico.
Después de que entrara Italia en la Segunda Guerra Mundial en junio de 1940, se hizo imposible el vuelo seguro entre Gran Bretaña y Egipto (y luego hasta Australia) a través del Mediterráneo. Por ello, se estableció una nueva "Ruta de la Herradura" que iba desde Auckland/Sydney a través de El Cairo (siguiendo la antigua "Ruta de Oriente") hasta Durban, Sudáfrica, y, desde allí, hasta Gran Bretaña por barco. Se restringió, tras la pérdida de Singapur en febrero de 1942, al tramo entre Durban y Calcuta, India.
La experiencia en tiempo de guerra de operar el modelo con sobrepeso resultó en la comprensión de que los Empire podían despegar con pesos considerablemente mayores a los máximos proporcionados por Shorts y, aunque los últimos cruces del Atlántico de los Empire se realizaron en 1940 (por el Clare y el Clyde), se realizaron muchos más vuelos en la larga, exigente y vital ruta marítima Lisboa-Bathurst.

## Variantes

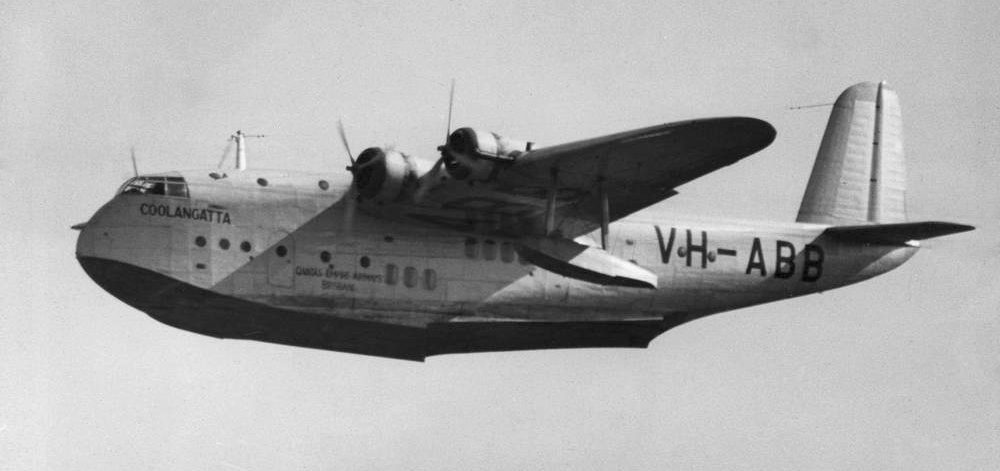
Hidrocanoa Short C Class Empire VH-ABB 'Coolangatta' de Qantas, alrededor de 1940.

Se construyeron 42 hidrocanoas Short Empire "Clase C", incluyendo 31 S.23, nueve S.30 y dos S.33.
S.23 Mk I
Propulsado por cuatro motores radiales de válvulas de asiento Bristol Pegasus Xc de 690 kW (920 hp). 27 construidos.
S.23 Mk II Bermuda
Propulsado por cuatro motores radiales de válvulas de asiento Bristol Pegasus Xc de 690 kW (920 hp). 2 construidos.
S.23 Mk III Atlantic
Propulsado por cuatro motores radiales de válvulas de asiento Bristol Pegasus Xc de 690 kW (920 hp). 2 construidos.
S.23M
Dos aviones convertidos desde S.23 Mk I requisados, con un radar ASV, armados con dos torretas artilladas Boulton Paul y cargas de profundidad.
S.30 Mk I
Propulsado por cuatro motores radiales de válvulas de camisa Bristol Perseus XIIc de 660 kW (890 hp). Uno construido.
S.30 Mk I (Cathay)
Propulsado por cuatro motores radiales de válvulas de asiento Bristol Pegasus Xc de 690 kW (920 hp). Uno construido.
S.30 Mk II New Zealand
Propulsado por cuatro motores radiales de válvulas de camisa Bristol Perseus XIIc de 660 kW (890 hp). Uno construido.
S.30 Mk III Atlantic
Propulsado por cuatro motores radiales de válvulas de camisa Bristol Perseus XIIc de 660 kW (890 hp). Dos construidos.
S.30 Mk IV New Zealand
Propulsado por cuatro motores radiales de válvulas de camisa Bristol Perseus XIIc de 660 kW (890 hp). Dos construidos.
S.30M
Dos aviones convertidos desde S.30 Mk III Atlantic para realizar pruebas de ASV y tareas de transporte.
S.33
Propulsado por cuatro motores radiales de válvulas de asiento Bristol Pegasus Xc de 690 kW (920 hp). Dos completados, un tercer ejemplar desguazado cuando estaba completo al 75 %.
Muchos S.23, S.30 y S.33 fueron remotorizados durante la guerra, con motores radiales de válvulas de asiento Bristol Pegasus XXII de 750 kW (1010 hp).

## Operadores

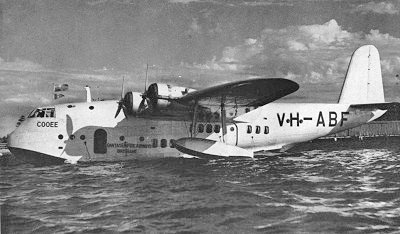
Short S.23 Cooee de Qantas, este avión se ve en otra foto al servicio de BOAC, como G-AFBL.

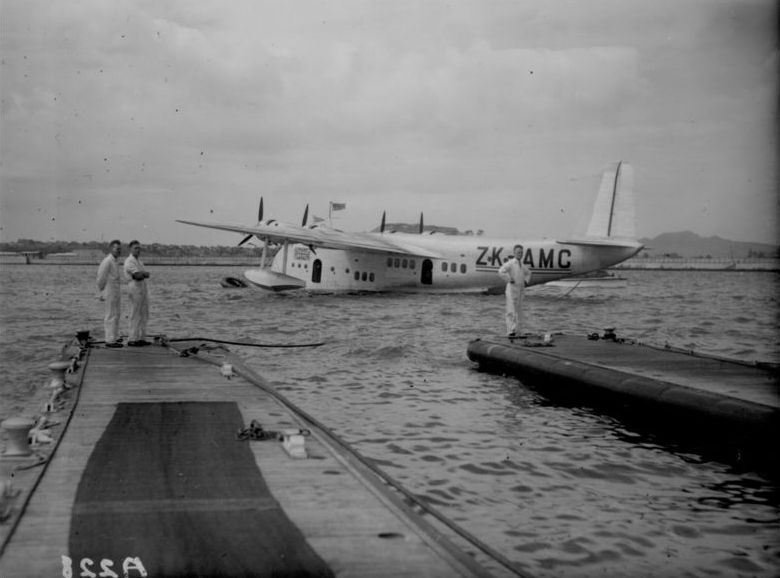
El tercer avión de TEAL, ZK-AMC, bautizado 'Awarua', alrededor de 1940.

### Civiles
Australia
- Qantas

 Nueva Zelanda
- TEAL

 Reino Unido
- Imperial Airways
- BOAC

### Militares
Australia
- Real Fuerza Aérea Australiana

 Reino Unido
- Real Fuerza Aérea

## Accidentes e incidentes
La mayoría de los accidentes del avión ocurrieron durante el aterrizaje, y fueron atribuidos, en general, a un error del piloto. Para pilotos entrenados en aviones más pequeños y menos sofisticados, la estimación de peso era dificultosa debido a la alta cabina del Empire, así como al concepto de usar los flaps para controlar la velocidad. Con el tiempo se mejoró la familiarización y se redujo la tasa de accidentes. Una vez en servicio, se encontró que la estructura era débil en algunas partes, especialmente en los fondos de planeo, lo que llevó a que los modelos posteriores emplearan recubrimientos más gruesos en el casco y en las alas.
- 24 de marzo de 1937: el G-ADVA Capricornus de Imperial Airways se estrelló e las montañas de Beaujolais en la Francia central, durante el servicio regular inaugural de Southampton a Alejandría.[28]
- 27 de noviembre de 1938: el G-AETV Calpurnia de Imperial Airways se estrella al aterrizar en el Lago Habbaniyah, Irak, con la pérdida de cuatro vidas.[29]
- 21 de enero de 1939: el G-ADUU Cavalier de Imperial Airways cae al Océano Atlántico debido al congelamiento de los carburadores, afectando a los cuatro motores. El avión se hundió posteriormente con la pérdida de tres vidas. Diez supervivientes fueron rescatados por el petrolero estadounidense Esso Baytown.[30]
- 14 de marzo de 1939: el G-ADVB Corsair (al mando del capitán E.S. Alcock, hermano de John Alcock) encalló durante un aterrizaje forzoso en el Río Dungu. Después de diez meses de trabajos de rescate, y un intento fallido de despegue, voló desde el río el 6 de enero de 1940.[31]
- 1 de mayo de 1939: el G-ADVD Challenger de Imperial Airways se estrelló al aterrizar en la Bahía de Mozambique, con la pérdida de dos vidas.[32]
- Febrero de 1941: el G-AFCX Clyde de BOAC resultó destruido durante un vendaval en Lisboa, Portugal.[33]
- 29 de diciembre de 1941: el G-ADUX Cassiopeia de BOAC se estrelló después de colisionar con restos al despegar desde Sabang, Indonesia, muriendo cuatro ocupantes.[34]
- 30 de enero de 1942: el G-AEUH Corio de BOAC fue derribado por varios cazas japoneses y se estrelló cerca de Timor Occidental, muriendo 13 de las 18 personas a bordo. El avión pertenecía a BOAC, pero era operado por Qantas.
- 28 de febrero de 1942: el G-AETZ Circe de Qantas fue derribado a 320 km al sur de Java por un avión Mitsubishi G4M "Betty" de la Armada Imperial Japonesa, con la pérdida de todos los ocupantes.[35][36]
- 22 de abril de 1943: el G-AEUB (VH-ADU) se estrelló cerca de Port Moresby, con 18 supervivientes.[37]

## Lista de aviones

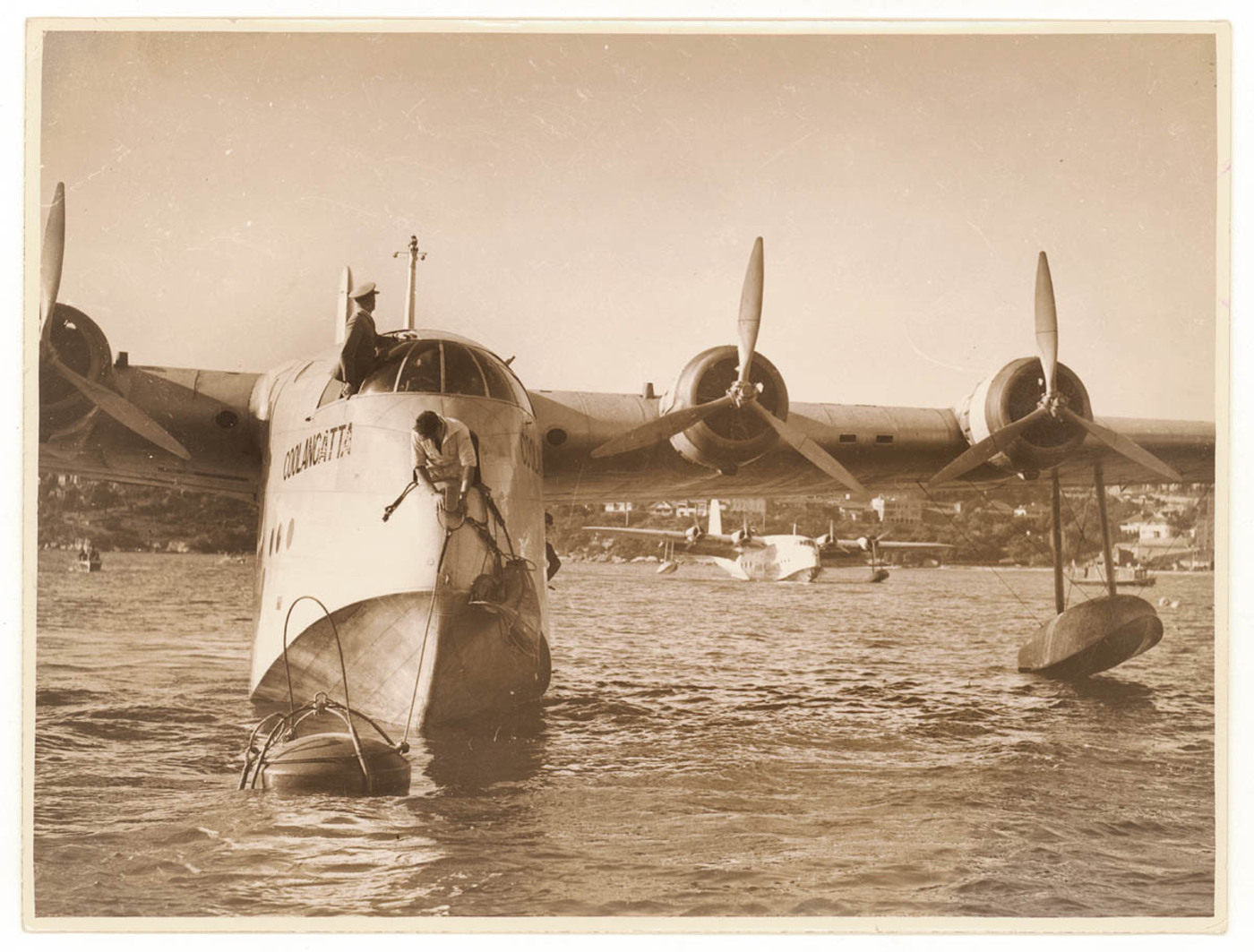
Un Empire, G-AFBK, bautizado 'Coolangatta', junio de 1936.

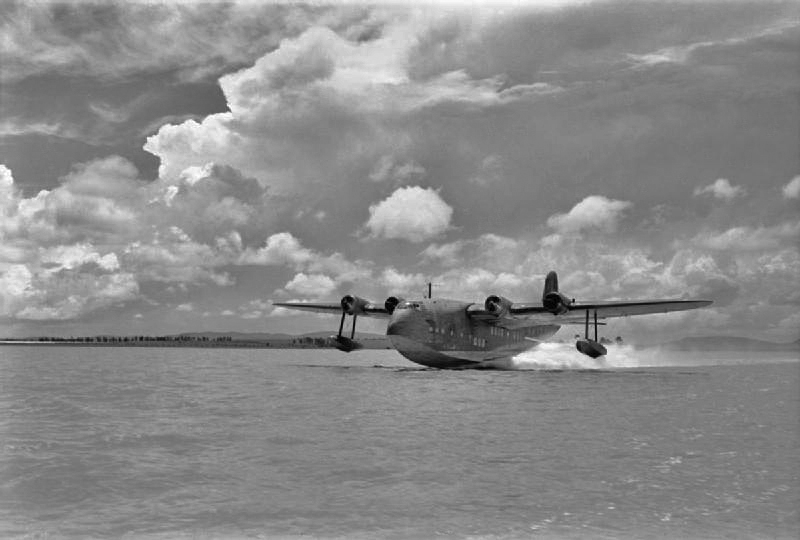
Un Empire, G-AFKZ, bautizado 'Cathay', en Vaal Dam, Sudáfrica, alrededor de 1942.

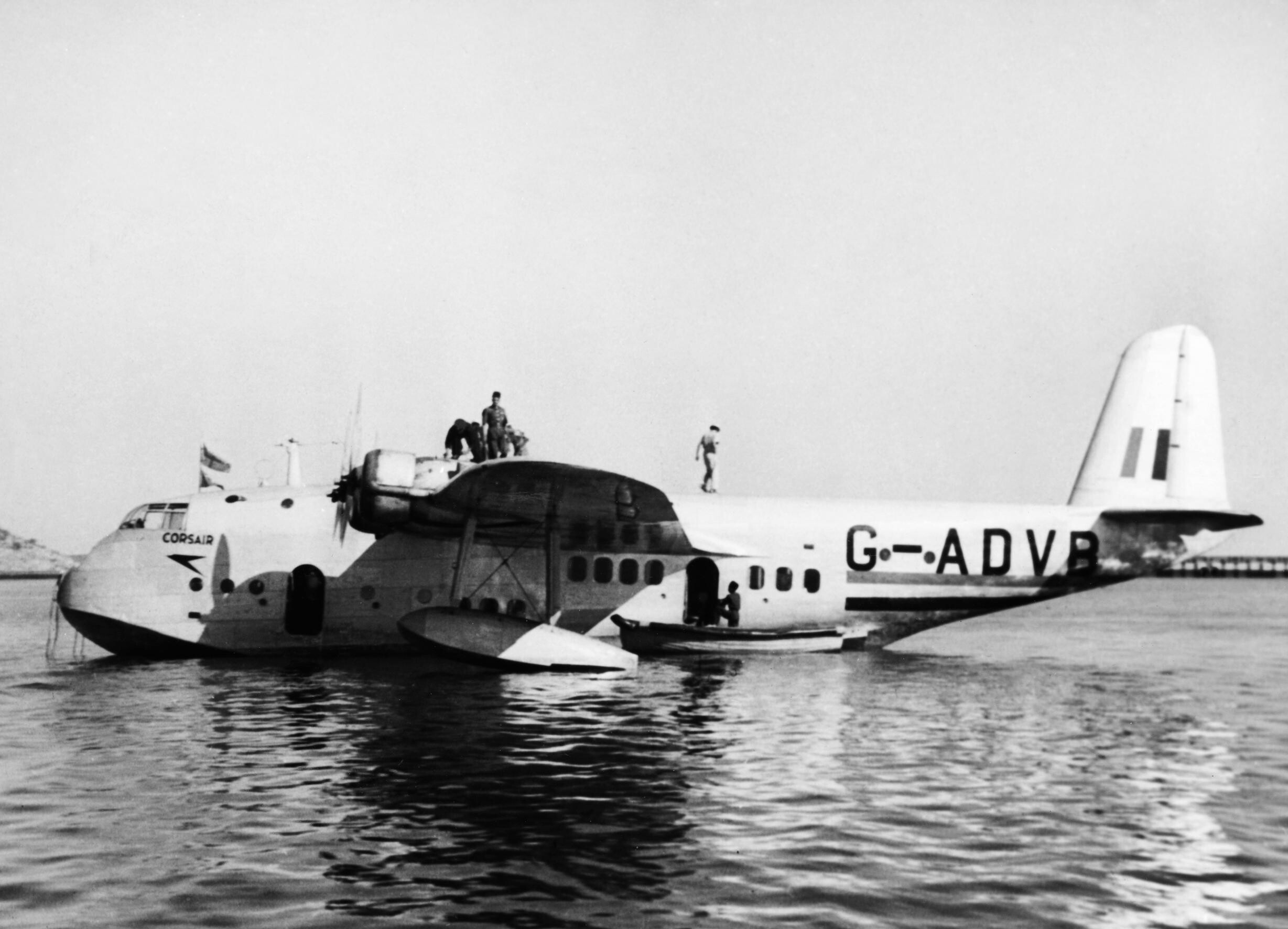
Un Empire, G-ADUV, bautizado 'Corsair', atracado en el lago en Gwalior, India.

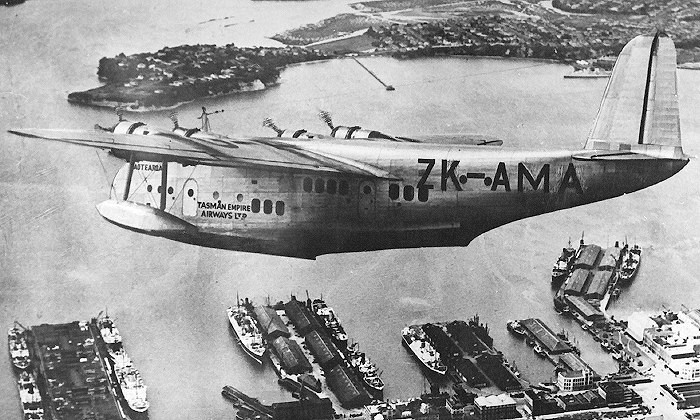
Un Empire, ZK-AMA, bautizado 'Aotearoa', volando sobre Auckland, Nueva Zelanda.

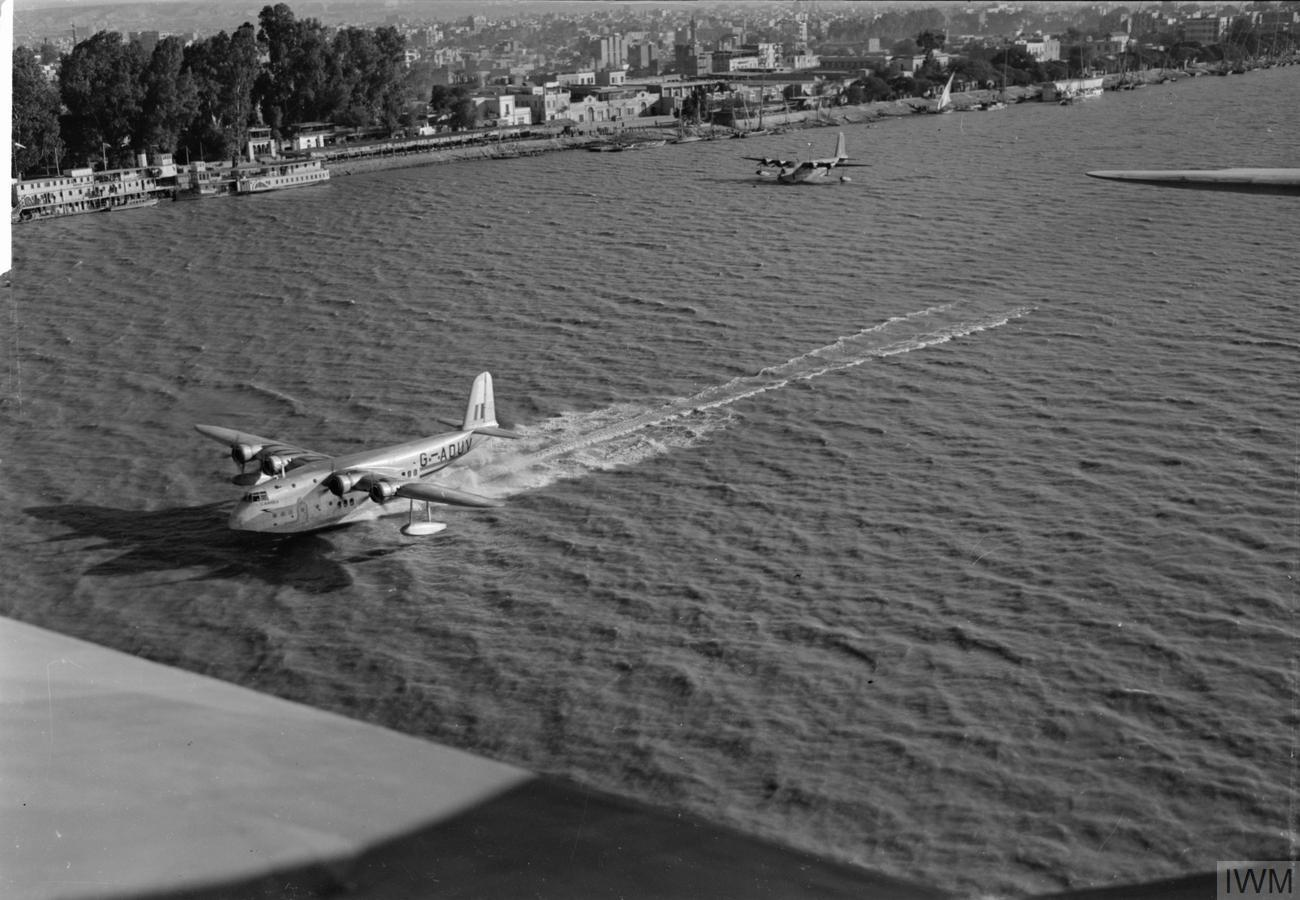
Un Empire, G-ADUV, bautizado 'Cambria', despegando desde el Nilo en la base de hidrocanoas de Rūd al-Faraj, El Cairo.

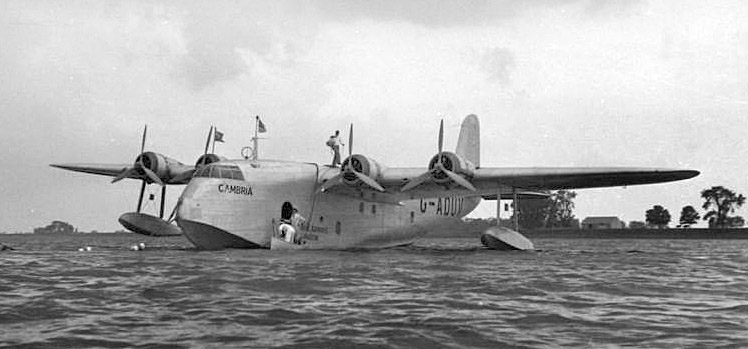
Un Empire, G-ADUV, parado en el agua.

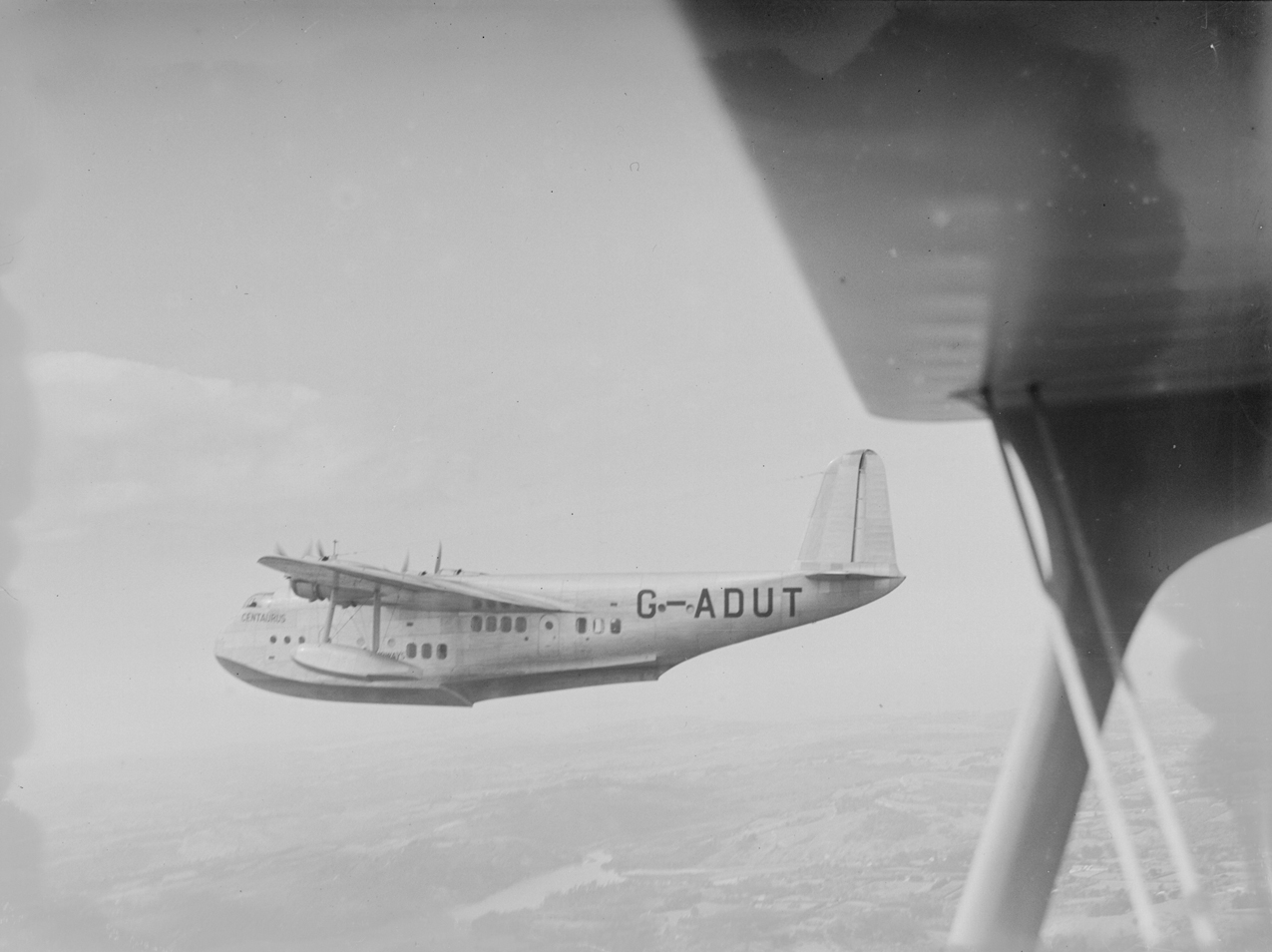
Un Empire, G-ADUT, bautizado 'Centaurus', fotografiado en vuelo desde un Beech Staggerwing.

| Matrícula | Nombre                 | Operador |
| --------- | ---------------------- | --- |
| S.23      |                        | |
| G-ADHL    | Canopus                | Imperial Airways/BOAC. |
| G-ADHM    | Caledonia              | Imperial Airways, más tarde BOAC. |
| G-ADUT    | Centaurus              | Imperial Airways, a la Real Fuerza Aérea Australiana (RAAF) en 1939 (matriculado A18-10).                                                              |
| G-ADUU    | Cavalier               | Imperial Airways. Se estrelló el 21 de enero de 1939.                                                                                                  |
| G-ADUV    | Cambria                | Imperial Airways, más tarde BOAC. |
| G-ADUW    | Castor                 | Imperial Airways, más tarde BOAC. |
| G-ADUX    | Cassiopeia             | Imperial Airways, más tarde BOAC. |
| G-ADUY    | Capella                | Imperial Airways. |
| G-ADUZ    | Cygnus                 | Imperial Airways. |
| G-ADVA    | Capricornus            | Imperial Airways. |
| G-ADVB    | Corsair                | Imperial Airways, más tarde BOAC. |
| G-ADVC    | Courtier               | Imperial Airways. |
| G-ADVD    | Challenger             | Imperial Airways. |
| G-ADVE    | Centurion              | Imperial Airways. |
| G-AETV    | Coriolanus             | Imperial Airways, más tarde BOAC, a QANTAS en 1942 (matriculado VH-ABG).                                                                               |
| G-AETW    | Calpurnia              | Imperial Airways. |
| G-AETX    | Ceres                  | Imperial Airways, más tarde BOAC. |
| G-AETY    | Clio                   | Imperial Airways, más tarde BOAC, a la Real Fuerza Aérea (RAF) en 1940 (matriculado AX659). Se estrelló el 22 de agosto de 1941.                       |
| G-AETZ    | Circe                  | Imperial Airways, más tarde BOAC. |
| G-AEUA    | Calypso                | Imperial Airways, a QANTAS en 1939 que no lo usó directamente, a la RAAF (matriculado A18-11).                                                         |
| G-AEUB    | Camilla                | Imperial Airways, más tarde BOAC, a QANTAS (como VH-ADU).                                                                                              |
| G-AEUC    | Corinna                | Imperial Airways, más tarde BOAC. |
| G-AEUD    | Cordelia               | Imperial Airways, más tarde BOAC, a la RAF en 1940 (como AX660), devuelto a BOAC en 1941 (como G-AEUD).                                                |
| G-AEUE    | Cameronian             | Imperial Airways, más tarde BOAC. |
| G-AEUF    | Corinthian             | Imperial Airways, más tarde BOAC. |
| G-AEUG    | Coogee                 | Imperial Airways, a QANTAS en 1938 (como VH-ABC), a la RAAF en 1939 (como A18-12).                                                                     |
| G-AEUH    | Corio                  | Imperial Airways, a QANTAS en 1938 (como VH-ABD), a Imperial Airways en 1939 (como G-AEUH).                                                            |
| G-AEUI    | Coorong                | Imperial Airways, a QANTAS en 1938 (como VH-ABE), a Imperial Airways en 1939 (como G-AEUI).                                                            |
| G-AFBJ    | Carpentaria            | Imperial Airways no lo usó, a QANTAS en 1937 (como VH-ABA), a BOAC en 1942 (como G-AFBJ).                                                              |
| G-AFBK    | Coolangatta            | Imperial Airways no lo usó, a QANTAS en 1937 (como VH-ABB), a la RAAF en 1939 (como A18-13).                                                           |
| G-AFBL    | Cooee                  | Imperial Airways no lo usó, a QANTAS en 1937 (como VH-ABF), a BOAC en 1942.                                                                            |
| S.30      |                        | |
| G-AFCT    | Champion               | Imperial Airways, más tarde BOAC. |
| G-AFCU    | Cabot                  | Imperial Airways, a la RAF en 1939 (como V3137). Destruido el 5 de mayo de 1940.                                                                       |
| G-AFCV    | Caribou                | Imperial Airways, a la RAF en 1939 (como V3138). Destruido el 6 de mayo de 1940.                                                                       |
| G-AFCW    | Connemara              | Imperial Airways |
| G-AFCX    | Clyde                  | Imperial Airways, más tarde BOAC. |
| G-AFCY    | Captain Cook           | Imperial Airways, a TEAL en 1940 (como ZK-AMC Awarua). Vendido por obsoleto en 1948.                                                                   |
| G-AFCZ    | Australia, luego Clare | Imperial Airways, a TEAL en 1940 (como ZK-AMB), más tarde a BOAC.                                                                                      |
| G-AFDA    | Aotearoa               | Imperial Airways, a TEAL en 1940 (como ZK-AMA). Vendido por obsoleto en 1948.                                                                          |
| G-AFKZ    | Cathay                 | Imperial Airways, más tarde BOAC. |
| S.33      |                        | |
| G-AFPZ    | Clifton                | BOAC en abril de 1940, a la RAAF (como A18-14), a QANTAS en 1942 (como VH-ACD). Se estrelló en enero de 1944.                                          |
| G-AFRA    | Cleopatra              | BOAC en mayo de 1940, primer servicio el 5 de junio de 1940 de Poole a Durban. Último servicio el 5 de noviembre de 1946 en Poole. Desguazado en 1946. |

## Especificaciones (S.23)
Referencia datos: The Encyclopedia of World Aircraft, The Short Empire Boats

### Características generales
- Tripulación: 5 (2 pilotos, navegante, empleado de vuelo y administrador)[42]
- Capacidad: [42]

  - 24 pasajeros diurnos o 16 pasajeros nocturnos
  - 1,5 tm de correo
- Longitud: 26,8 m (88 ft)
- Envergadura: 34,8 m (114 ft)
- Altura: 9,7 m (31,8 ft)
- Superficie alar: 140 m² (1507 ft²)
- Peso vacío: 10 659 kg (23 492,4 lb)
- Peso cargado: 18 370 kg (40 487,5 lb)
- Planta motriz: 4× motor radial de nueve cilindros refrigerado por aire Bristol Pegasus Xc.
  - Potencia: 690 kW (951 HP; 938 CV) cada uno.

### Rendimiento
- Velocidad máxima operativa (Vno): 320 km/h (199 MPH; 173 kt)
- Velocidad crucero (Vc): 266 km/h (165 MPH; 144 kt) [43]
- Alcance: 1220 km (659 nmi; 758 mi)
- Techo de vuelo: 6100 m (20 013 ft)
- Régimen de ascenso: 4,8 m/s (945 ft/min) [43]

## Aeronaves relacionadas

### Desarrollos relacionados
- Short Sarafand
- Short Knuckleduster
- Short Scion Senior
- Short Mayo Composite
- Short S.26
- Short Sunderland

### Aeronaves similares
- Boeing 314
- Martin China Clipper
- Latécoère 611

### Secuencias de designación
- Secuencia S._ (interna de Short, después de 1921): ← S.20 - S.21 - S.22 - S.23 - S.24 - S.25 - S.26 - S.27 - S.28 - S.29 - S.30 - S.31 - S.32 - S.33 - S.34 - S.35 - S.36 →